# Egidio Boccanegra
Egidio „Gil“ Boccanegra (genannt Schwarzbart, * 13. oder 14. Jahrhundert; † 1367 in Sevilla durch Hinrichtung) war ein genuesischer Admiral und Korsar unter König Philipps VI. von Frankreich. Er kämpfte im Hundertjährigen Krieg und nahm an der spanischen Reconquista teil.

## Familie

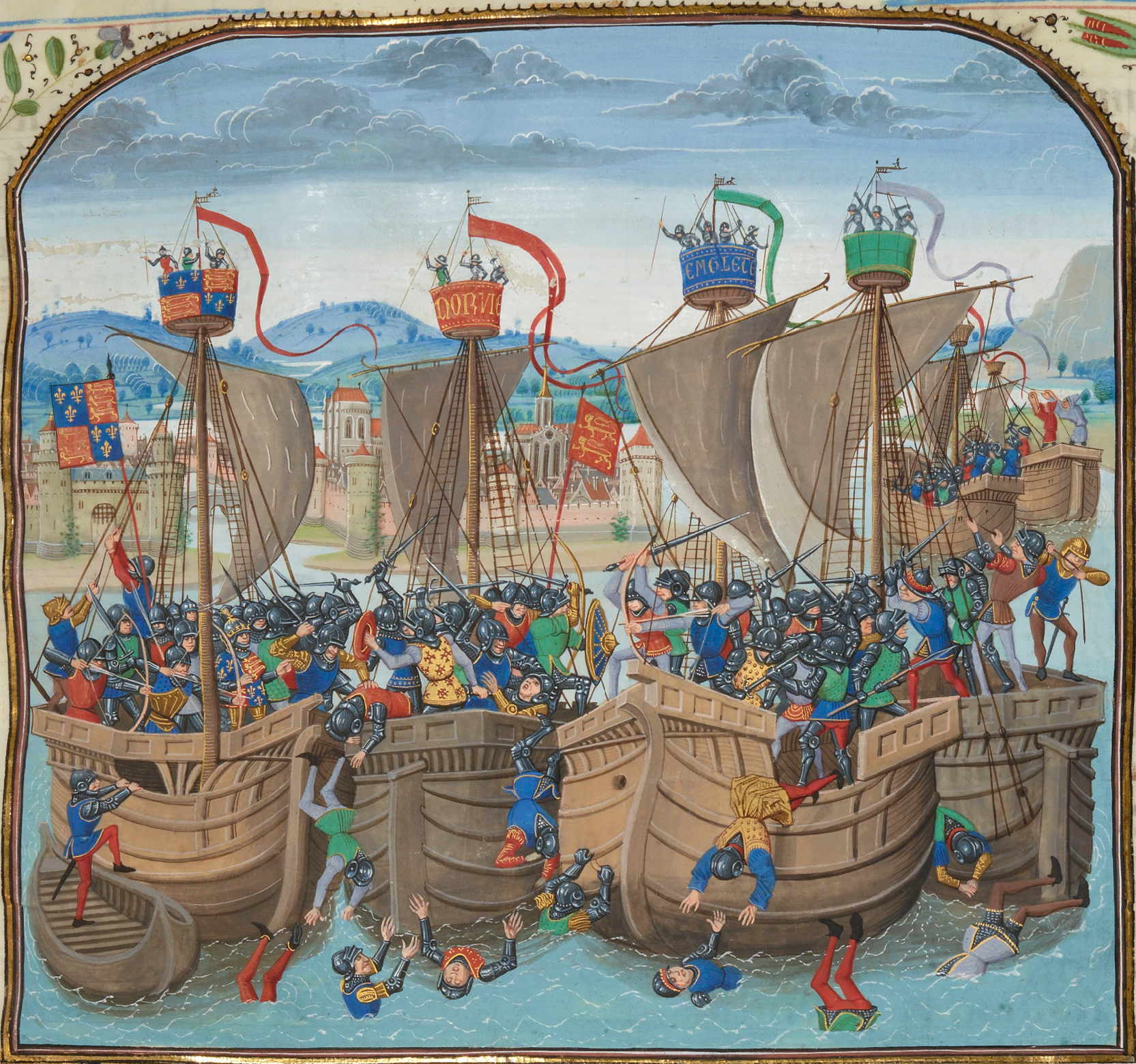
Seeschlacht von Sluis nach Jean Froissart

Boccanegra wurde in eine reiche Bürgerfamilie geboren, die von dem 1257 zum genuesischen Magistrat ernannten Guglielmo Boccanegra abstammte. Dieser war Jurist und Offizier der Marine und bekleidete als erster den Posten des Capitano del Popolo.
Der erste Doge der Republik Genua, Simone Boccanegra war ein Bruder Egidios. Seine Bedeutung für die Nachwelt kann man an dem Drama von Antonio García Gutiérrez und der Oper Simon Boccanegra von Giuseppe Verdi ablesen.

## Seeschlacht von Sluis
1340 wurde Egidio von König Philipp VI. von Frankreich angeworben, um zusammen mit der französischen Flotte gegen die übermächtige englische Flotte unter Edward III. vorzugehen. Der Genuese überantwortete den französischen Kommandanten eine große Anzahl von Schiffen mit Bogen- und Armbrustschützen aus seiner Stadt.
Am Abend des 23. Juni traf die vereinte französisch-genuesische Flotte in der Seeschlacht von Sluis auf die Engländer unter der persönlichen Führung des englischen Königs, die einen Tag zuvor England verlassen hatte. Die französische Streitmacht war nach einem Tag erbitterten Kampfes fast völlig zerstört, 30.000 Mann ließen ihr Leben, inklusive die Gefangenen die nach der Schlacht auch niedergemacht wurden.
Egidio Boccanegra beabsichtigte, die französische Flotte aus der Bucht herauszumanövrieren, in der sie gefangen war. Die französischen Kapitäne jedoch wollten seinem Rat nicht folgen und wurden alle mit der Zeit getötet. Boccanegra hingegen gelang es, zu entkommen. Er führte dabei zwei englische Schiffe mit, die er erobert hatte.

## Admiral von Kastilien

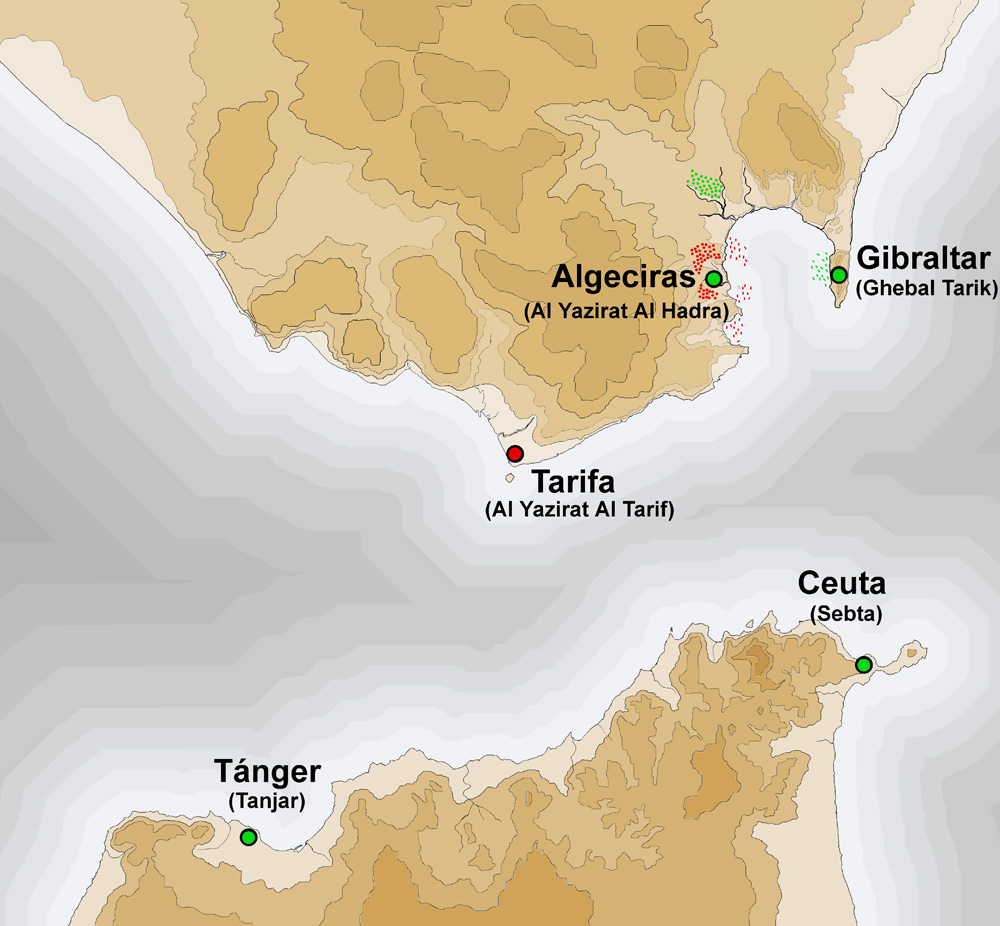
Straße von Gibraltar während der Belagerung von Algeciras (1342–1344)

Nach der vernichtenden Niederlage der Flotte Kastiliens gegenüber den von Nordafrika herkommenden Meriniden im Jahr 1340 in der Seeschlacht von Getares war die Flotte Kastiliens in Trümmern. Deshalb bat Alfons XI. beim Königreich Portugal und beim Königreich Aragón um Hilfe. Sie willigten ein zu helfen, weil sie eine Invasion von Nordafrika fürchteten so wie sie schon vorher in der Iberischen Halbinsel stattgefunden hatten. Zusätzlich bat Alfons um Hilfe bei der Republik Genua beim Wiederaufbau der Flotte Kastiliens. Er bat dabei ausdrücklich auch um die Hilfe von Egidio Boccanegra, der bereits als fähiger Flottenführer bekannt war, und versprach, ihn zum Admiral zu ernennen, sollte er zu ihm geschickt werden. Genua willigte ebenfalls ein und sendete Egidio Boccanegra und 12 Galeeren, um das Königreich Kastilien zu helfen, die kastilische Marine für die Bedrohung der Meriniden wiederaufzubauen.
In Kastilien kam er 1341 an und Alfons ernannte ihn sofort, wie versprochen, zum Admiral. Er wurde der 18. Admiral der kastilischen Flotte. Sofort machte er sich ans Werk und mit Hilfe der Portugiesen konnte er schließlich die Meriniden 1342 in zwei Seeschlachten besiegen. Für seine Siege bekam er 1342 die Ländereien in Palma del Río. Auch an der darauffolgenden Belagerung von Algeciras im selben Jahr, unter dem Kommando Alfons, die durch diese Siege und eines dritten Sieges der aragonesischen Flotte möglich wurden, nahm Boccanegra teil. Er konnte erfolgreich die Belagerung auf See aufrechterhalten, während Alfons die Belagerung auf Land auch erfolgreich durchführen konnte. Sie endete daher 1344 mit der Einnahme von Algeciras von Seiten Kastiliens, was auch die Bedrohung durch die Meriniden endgültig beendete.
Als Anerkennung für seine Dienste bekam sein Sohn Ambrosio Boccanegra dann mehrere Häuser in Sevilla und Algeciras. Außerdem bekam Admiral Boccanegra durch seine militärischen Erfolge auf See in diesen Kämpfen internationale Berühmtheit. Sogar das Englische Königreich wollten ihn im selben Jahr für ihre Kriegsflotte anheuern, aber er lehnte ihr Angebot ab und beschloss in Kastilien zu bleiben. Zusätzlich organisierte und leitete er 1349 auf Anweisung von Alfons die erfolglose Belagerung von Gibraltar, die wegen des Todes von Alfons während der Belagerung aufgrund der Pest 1350 beendet wurde. Nach dem Tod Alfons bestätigte sein Nachfolger Peter I. von Kastilien ihn in seinem Amt.
Im Jahr 1357 nahm er im Ersten Kastilischen Bürgerkrieg an der Schlacht von Trigueros gegen Juan de la Cerda, ein Parteigänger Heinrichs II, auf der Seite Peters I. von Kastilien teil. Während des Krieges der beiden Peter, das parallel zu dem Bürgerkrieg stattfand, führte er die kastilische Flotte auf Befehl Peters I erfolglos gegen Barcelona. Trotzdem konnte man sie als Erfolg betrachten, weil zum ersten Mal die kastilische Marine eine solche Operation so weit entfernt von Kastilien durchführen konnte. Später wechselte er 1366 die Seiten im Ersten Kastilischen Bürgerkrieg und wurde Parteigänger Heinrichs II. von Trastámara. Als solcher kaperte er das Schiff mit dem königlichen Schatz für Heinrich, den Peter I auf See nach Portugal transportieren wollte, als Heinrich die Kontrolle über Kastilien in diesem Jahr übernahm. Für seine Beteiligung an der Rebellion wurde Egidio Boccanegra deshalb 1367 in Sevilla hingerichtet, als Peter I in diesem Jahr wieder die Kontrolle über das Königreich Kastilien übernahm.
Aus seiner Ehe mit María Piesco gingen mehrere Söhne und Töchter hervor, unter anderem Ambrosio Boccanegra, der nach der endgültigen Übernahme der Macht von Seiten Heinrichs II der Nachfolger seines Vaters in der kastilischen Flotte wurde.

## Bibliografie
- CALDERON ORTEGA, J.M. y DÍAZ GONZÁLEZ F.: “Los Almirantes del siglo de oro de la marina castellana medieval”. Revista en la España Medieval Nº 24 (2011) S. 311–364. (spanisch).
- FERNÁNDEZ DURO, CESAREO (1894). La marina de Castilla desde su origen y pugna con la de Inglaterra hasta la refundición en la Armada española. Madrid. (spanisch).